# Pleine-Fougères
Pleine-Fougères é uma comuna francesa na região administrativa da Bretanha, no departamento Ille-et-Vilaine. Estende-se por uma área de 32,18 km². Em 2010 a comuna tinha 2 010 habitantes (densidade: 62,5 hab./km²).